# Crisis política en Abjasia de 2014

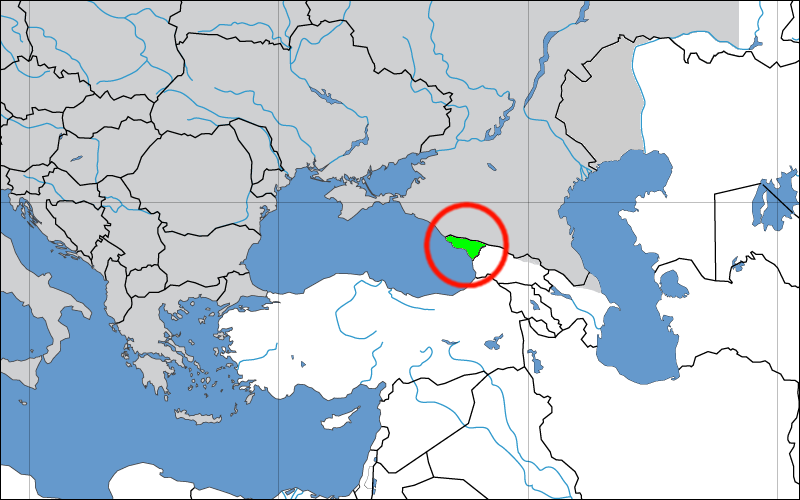
Ubicación de Abjasia en Europa.

La crisis política en Abjasia de 2014 se refiere a las manifestaciones populares que se iniciaron el 27 de mayo de 2014 en la que se demandaba la renuncia del presidente Aleksandr Ankvab. La crisis ha dado como resultado la renuncia de Ankvab de la presidencia el 1 de junio y el llamado a elecciones presidenciales anticipadas.

## Protestas y renuncia presidencial
Abjasia es una república autoproclamada ubicada al noroeste de Georgia, y tras la Guerra de Osetia del Sur de 2008 recibió el reconocimiento internacional de Rusia (del cual depende su ayuda), Venezuela, Nicaragua y Nauru. Una de las principales razones de las protestas era la actitud liberal del presidente Ankvab sobre los georgianos étnicos en el distrito de Gali.
Unas 5 mil personas protestaron en Sujumi, capital de Abjasia y éstos se dirigieron al palacio presidencial donde lograron ocuparlo, obligando al presidente a huir a la ciudad de Gudauta, denunciando un intento de golpe de Estado. El 31 de mayo, la Asamblea Popular de Abjasia decidió por 24 votos a favor, cero votos en contra y una abstención, la remoción de Ankvab del poder, pero éste se negó en un principio, aunque al día siguiente renunciaría con el fin de preservar la estabilidad del país.
Se designó como presidente interino a Valeri Bganba, y se programó una elección anticipada el 24 de agosto.
El 2 de junio el primer ministro de Abjasia Leonid Lakerbaia renunció al cargo y fue nombrado el vicepremier Vladimir Delba como primer ministro interino.